# 81P/Wild-2
81P/Wild-2 nebo také Wild 2 je krátkoperiodická kometa, kterou 6. ledna 1978 objevil švýcarský astronom Paul Wild.
Původně se oběžná dráha této komety nacházela mezi oběžnými drahami Jupitera a Uranu, její dráha však byla změněna přiblížením se k Jupiteru 10. září 1974. Krátkoperiodickou kometou se tedy stala poměrně nedávno a proto mohl její povrch obsahovat prach, z něhož lze zjistit složení sluneční pramlhoviny. V lednu 2004 v rámci programu Stardust byl proto proveden sběr prachových částic uvolněných z jádra komety.

## Údaje o jádře komety
- Rozměry: 5,5×4,0×3,3 km[5]
- Hustota: 0,6 g/cm³[6]
- Hmotnost: 2,3×1013 kg[7]

## Program Stardust
Sonda vyslaná 7. února 1999 ke kometě Wild 2 pořídila první snímky komety 13. listopadu 2003 ze vzdálenosti 25 mil. km. 2. ledna 2004 proletěla sonda s vysunutým aerogelovým sběračem prachu komou komety. Zároveň sonda pořídila 72 snímků jádra komety, z nichž byly určeny jeho rozměry.
Jádro je poměrně kompaktní a na jeho velmi zbrázděném povrchu se vyskytují kopečky vysoké až 100 m a krátery o hloubce přes 150 m. Sonda také proletěla třemi plynoprachovými výtrysky.
Návratové pouzdro s prachovými vzorky z jádra komety přistálo na Zemi 15. ledna 2006 ve vojenském výcvikovém prostoru Utah Test and Training Range poblíže Salt Lake City ve státě Utah. Po fotodokumentaci a očištění bylo pouzdro dopraveno do provizorní laboratoře zřízené na základně armádního letectva Michael Army Air Field k prvotní inspekci. Poté byly získané vzorky převezeny do laboratoří v Johnsonově vesmírném středisku v Houstonu k dalšímu zkoumání.